# 福井県立大学
福井県立大学（ふくいけんりつだいがく、英語: Fukui Prefectural University）は、福井県吉田郡永平寺町松岡兼定島4-1-1に本部を置く日本の公立大学。1992年創立、1992年大学設置。大学の略称は県大。

## 概観

### 大学全体
日本海側では唯一の海洋関連学部である海洋生物資源学部を有している。小浜と芦原に、それぞれ大学固有の生物研究所を有する。また、看護福祉学部は看護師、保健師、社会福祉士、精神保健福祉士の国家試験合格率で毎年全国トップクラスの成績を占めている。

### 基本理念
｢魅力ある大学」「個性ある大学」「開かれた大学」の3つを基本理念としている。（オープン・ユニバーシティ構想）

## 沿革
- 1989年　福井県立大学基本構想策定。
- 1992年4月 開学。
- 1993年4月 小浜キャンパス、生物資源開発研究センター開設、福井県立大学看護短期大学部を福井県立大学へ併設。
- 1994年4月 看護短期大学部が福井キャンパスに移転 。
- 1996年4月 大学院修士課程（経済・経営学研究科、生物資源学研究科）を開設。
- 1998年4月 大学院博士課程を開設。
- 1999年4月 看護福祉学部を開設。
- 2001年
  - 3月 看護短期大学部を閉学。
  - 4月 地域経済研究所を開設。
- 2003年4月 海洋生物資源臨海研究センターおよび大学院看護福祉学研究科を開設。
- 2006年4月 大学院にビジネススクールを開設。
- 2007年4月 地方独立行政法人法による公立大学法人化。
- 2009年4月 海洋生物資源学部を開設。
- 2010年4月 キャリアセンターを開設。
- 2012年
  - 4月 地域経済研究所にアジア経済部門を開設。
  - 9月 若狭高校と連携協定締結。
- 2013年10月 小浜キャンパス開設20周年記念式
- 2017年3月 県立大学と小浜市において「包括的連携に関する協定」の締結
- 2020年4月 あわらキャンパス開設、生物資源学部に創造農学科設置。
- 2022年4月 かつみキャンパス開設、海洋生物資源学部に先端増養殖科学科設置。
- 2025年（令和7年）4月 - 恐竜学部、並びに同学部2年次以降の学生を対象とする勝山キャンパス（いずれも仮称）を新設予定[1]。募集人員は、1学年30名で、恐竜・地質学科（仮称）に恐竜・古生物コースと地質・古環境コースを設ける[2]。
- 2026年（令和8年）4月 - 地域政策学部（仮称・設置構想中）開設予定

## 教育および研究

### 学部
- 経済学部
  - 経済学科
  - 経営学科
- 生物資源学部
  - 生物資源学科
    - 応用生化学研究領域（応用生化学、構造生物学、生物電気化学等）
    - 分子機能科学研究領域（微生物機能学分野、機能食品学分野）
    - 分子生物学研究領域（生化学、分子生物学、分子細胞生物学、遺伝子やタンパク質機能解明）
    - 植物資源学研究領域（遺伝資源学分野、植物環境学分野）

  - 創造農学科
- 海洋生物資源学部
  - 海洋生物資源学科
  - 先端増養殖科学科
- 看護福祉学部
  - 社会福祉学科
  - 看護学科
- 恐竜学部
  - 恐竜・地質学科
    - 恐竜・古生物コース
    - 地質・古環境コース

### 大学院
- 経済・経営学研究科
  - 地域・国際経済政策専攻（博士前期課程）
  - 経営学専攻（博士前期課程）＝ビジネススクール
  - 経済研究専攻（博士後期課程）
- 生物資源学研究科
  - 生物資源学専攻（博士前期課程・博士後期課程）
  - 海洋生物資源学専攻（博士前期課程・博士後期課程）
- 看護福祉学研究科
  - 看護学専攻（修士課程）
  - 社会福祉学専攻（修士課程）

### 附属機関
- 学術教養センター
- 地域経済研究所
- 生物資源開発研究センター
- 海洋生物資源臨海研究センター
- 恐竜学研究所
- 交流センター
- 附属図書館
- キャリアセンター
- 保健・学生相談センター

地元の福井県南部には多くの原子力発電所が集中する関係から、建設費として関西電力から約50億円の寄付があった（なお、福井県立大学だけでなく旧・敦賀女子短期大学（旧・敦賀短期大学）の開設の際も16億円を拠出した）。

## 施設

### 永平寺キャンパス
- 使用学部：経済学部　生物資源学部(生物資源学科)　看護福祉学部 恐竜学部
- 使用研究科：経済・経営学研究科　生物資源学研究科(生物資源学専攻)　看護福祉学研究科
- 使用附属施設：学術教養センター　地域経済研究所　恐竜学研究所　交流センター　附属図書館　キャリアセンター　保健管理センター
- 所在：福井県吉田郡永平寺町松岡兼定島4-1-1
- 交通アクセス
  - 北陸新幹線・ハピラインふくい線・えちぜん鉄道勝山永平寺線 福井駅、福井鉄道福武線・えちぜん鉄道三国芦原線 田原町駅から、京福バス 38系統（大和田大学病院線）「福井大学病院」行きにて「県立大学」下車。
  - えちぜん鉄道勝山永平寺線 松岡駅から、京福バス 82系統（丸岡永平寺線）「丸岡駅」行き、83系統（大学病院松岡線）「県立大学」行きにて「県立大学」下車。休日・年末年始運休。
  - ハピラインふくい線 丸岡駅から、京福バス82系統（丸岡永平寺線）「永平寺口駅」行きにて「県立大学」下車。休日・年末年始運休。
  - 直接の最寄り駅はえちぜん鉄道勝山永平寺線 越前島橋駅であるが、同駅からの公共交通機関はなく、約2.5 km。

### 小浜キャンパス
- 使用学部：海洋生物資源学部(海洋生物資源学科)
- 使用研究科：生物資源学研究科(海洋生物資源学専攻)
- 使用附属施設：交流センター　附属図書館(小浜分館)　保健管理センター
- 所在：福井県小浜市学園町1-1
- 交通アクセス：JR西日本小浜線 小浜駅から、小浜市あいあいバス泊線、田烏線、宇久・西小川線「西津公民館前」下車、約1.2 km。

日本唯一の施設である、地球自転影響再現水槽を有している。

### あわらキャンパス
- 使用学部：生物資源学部(創造農学科)
- 使用研究科：生物資源学研究科(生物資源学専攻)
- 使用附属施設：生物資源開発研究センター
- 所在：福井県あわら市二面88-1
- 交通アクセス
  - 北陸新幹線・ハピラインふくい線 芦原温泉駅から、
    - 京福バス85系統（東尋坊線）「温泉街入口」、97系統（東尋坊線）「温泉街入口第2」下車、ともに停留所より約2 km。
    - タクシー 約6 km。

  - えちぜん鉄道三国芦原線 あわら湯のまち駅から 約2.6 km。

### かつみキャンパス
- 使用学部：海洋生物資源学部(先端増養殖科学科)
- 使用研究科：生物資源学研究科(海洋生物資源学専攻)
- 使用附属施設：海洋生物資源臨海研究センター
- 所在：福井県小浜市堅海49-8-2
- 交通アクセス：JR小浜線 小浜駅から、小浜市あいあいバス泊線「堅海」下車、約100 m。

福井県水産試験場本部、同栽培漁業センターに隣接。

### 勝山キャンパス
- 2026年開設予定。
- 使用予定学部：恐竜学部（恐竜・地質学科）
- 所在：福井県勝山市村岡町五本寺17-15
- 交通アクセス：福井県立恐竜博物館を参照。

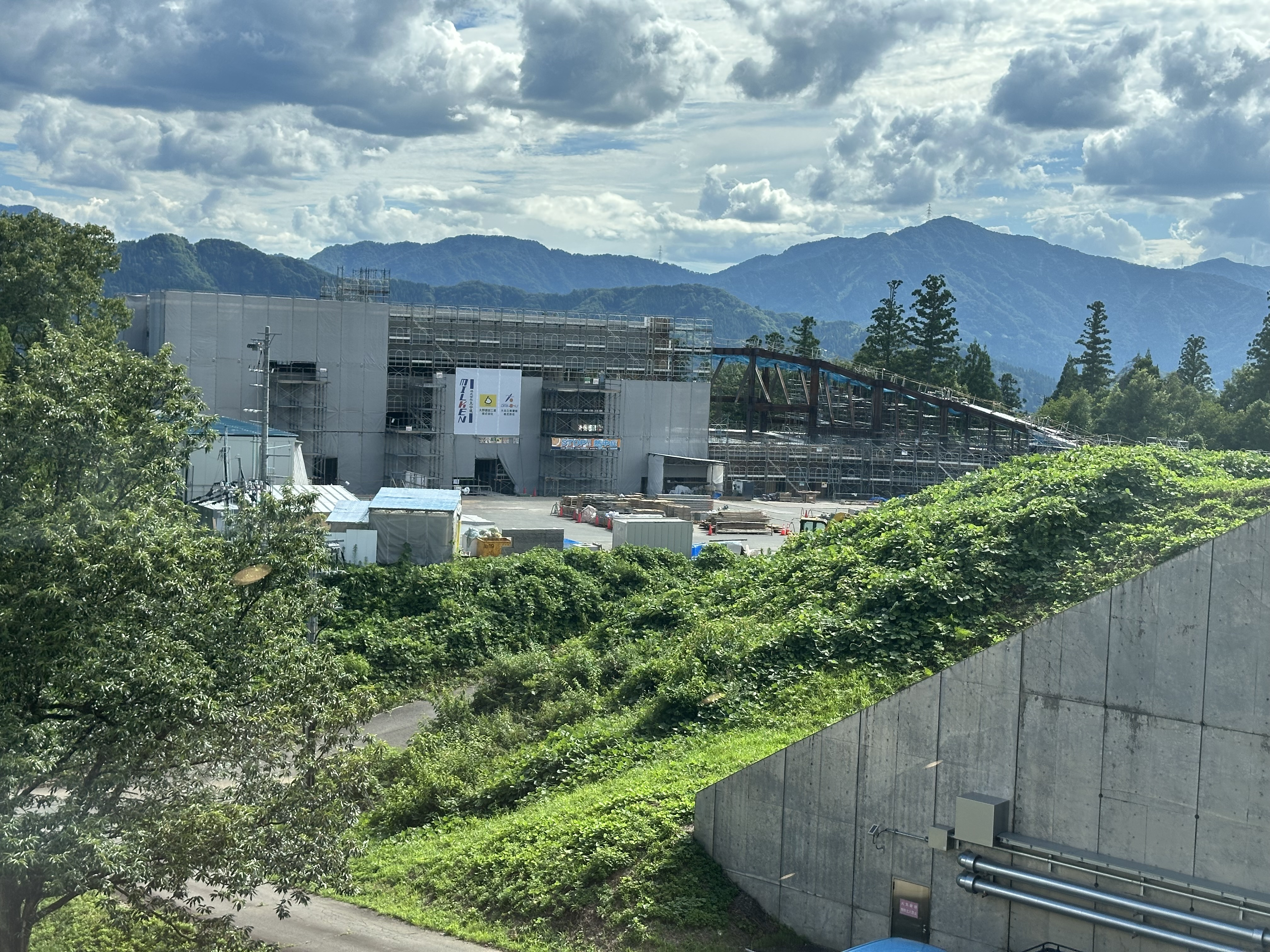
建設中の勝山キャンパス

福井県立恐竜博物館に隣接し、同館と一体化した教育研究環境を目指すとしている。

## 対外関係

### 国内大学との協力

#### 国内単位互換協定校
- 放送大学[4]

#### Fレックス
福井県の大学連携事業「福井県学習コミュニティ推進協議会（愛称「Fレックス」）」の参加校で、Fレックスの本部は本学内にある。

### 国際学術交流提携校
- 中国
  - 上海海洋大学
  - 浙江財経大学　元浙江財経学院
  - 吉林大学
- 台湾
  - 国立高雄第一科技大学
  - 宜蘭大学
- 韓国
  - 江陵原州大学校
  - 全南大学校
- モンゴル
  - モンゴル国立農業大学
- ペルー
  - ラ・モリーナ国立農業大学

### 産学官連携
微生物が生成する化合物の医療応用をめざす「マイクローブケム」を福井県立大学発ベンチャー企業第1号に認定している。 

## 大学関係者と組織

### 大学関係者一覧
- 福井県立大学の人物一覧